# 台鐵DT580型蒸汽機車
台鐵DT580型蒸汽機車是台灣鐵路管理局所使用的一型煤水車式蒸汽機車，原為台灣日治時代時所引進的日本國鐵9600型蒸汽機車。因性能良好，二戰後由台鐵接手，持續使用到1980年初期才全數報廢。是台鐵「貨運用蒸汽機車」中數量最多的一型。

## 歷史
本型蒸汽機車為台灣於日治時期時即配屬於台灣總督府的鐵道部，該時期本型號被稱之為800型蒸汽機關車，之後改稱為D98型蒸汽機關車。在第二次世界大戰結束之後，國民政府接管台灣，本型車在台灣鐵路管理局接管後重新變更型式，改稱為DT580型蒸汽機車。而台灣地區所引進的39輛同型車，皆為1922年到1932年，由川崎、日立、汽車會社、日本車輛、三菱等各家公司所生產。

## 數據
- 機車全長：16563mm
- 機車全高：3813mm
- 軸配置：2-8-0（1D）
- 動輪直徑：1250mm
- 汽門：華式
- 汽缸缸徑：508mm
- 汽缸行程：610mm
- 鍋爐壓力：12.7kg/cm²
- 機車整備重量：59.8公噸
- 煤水車整備重量：34.5公噸
- 煤水車載煤量：6公噸

## 使用情形

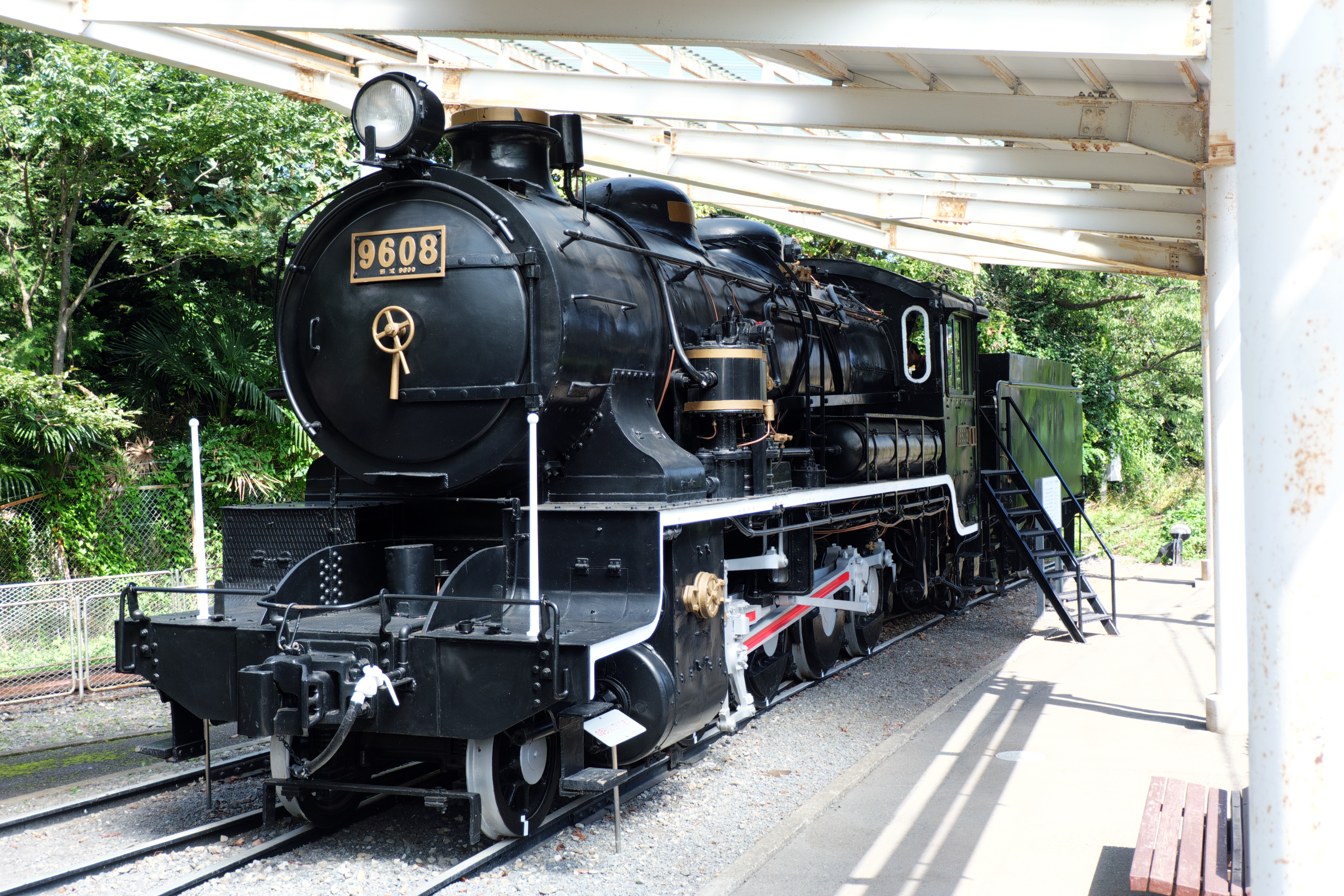
日本保存的同型車

原日治時代台灣總督府鐵道部的800型，車號從800到最後一部為838，二戰後被台灣鐵路管理局重新編為DT580型，編號也重新改編為DT581到DT619。但因本型車在日本當地的製作工廠分為很多家，故有部分的車號生產工廠雖僅差一號，廠商即大不相同。以下為依廠商的區分：
- 川崎造船所：DT581~583、588~596

- 川崎車輛：DT602~605

- 汽車製造株式会社：DT584~587、606~610

- 日立製作所：DT597~601、615~616

- 日本車輛：DT611~614

- 三菱造船所：DT617~619

## 保存狀況
- DT609：目前保存於高雄的舊打狗驛故事館。

## 仿品

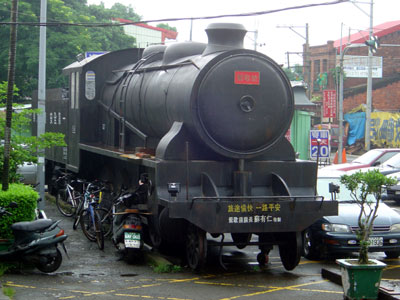
鶯歌號

- DT-580(鶯歌號)：原置於鶯歌車站旁，後來移至新北市鶯歌區公園堡大樓旁。

## 註解
1. ↑  台灣DT580型煤水車蒸汽機車 （页面存档备份，存于）鐵道之路

## 外部連結
- 鐵道之路（页面存档备份，存于）